# Гаральд Юрст
Гаральд Юрст (нім. Harald Jürst; 18 березня 1913, Вільгельмсгафен — 28 листопада 1940, Атлантичний океан) — німецький офіцер-підводник, капітан-лейтенант крігсмаріне.

## Біографія
1 квітня 1932 року вступив на флот. З грудня 1936 року — вахтовий офіцер підводного човна U-36. З 4 березня 1939 по 17 липня 1940 року — командир U-59, на якому здійснив 8 походів (разом 113 днів у морі), з 19 серпня 1940 року — U-104. 12 листопада вийшов у свій останній похід. 28 листопада U-104 підірвався на британському мінному полі SN 44 у квадраті AM 5610. Всі 49 членів екіпажу загинули.
Всього за час бойових дій потопив 15 кораблів загальною водотоннажністю 21 622 тонни і пошкодив 1 корабель водотоннажністю 10 516 тонн.
| Дата              | Назва корабля                       | Тип                   | Тоннаж | Вантаж                                                                          | Екіпаж | Загинули | Країна             | Конвой |
| ----------------- | ----------------------------------- | --------------------- | ------ | ------------------------------------------------------------------------------- | ------ | -------- | ------------------ | ------ |
| 28 жовтня 1939    | St. Nidan                           | Паровий траулер       | 565    | Риба                                                                            | ?      | 0        | Британська імперія |        |
| 28 жовтня 1939    | Lynx II                             | Паровий траулер       | 250    |                                                                                 | ?      | 0        | Британська імперія |        |
| 30 жовтня 1939    | HMS Northern Rover (4.58)           | Протичовновий траулер | 655    |                                                                                 | 27     | 27       | Британська імперія |        |
| 6 грудня 1939     | HMS Washington (підірвався на міні) | Мінний тральщик       | 209    |                                                                                 | 8      | 7        | Британська імперія |        |
| 12 грудня 1939    | Marwick Head (підірвався на міні)   | Торговий пароплав     | 496    | 480 тонн вугілля                                                                | 10     | 5        | Британська імперія |        |
| 16 грудня 1939    | Lister                              | Торговий пароплав     | 1,366  | Деревина                                                                        | 19     | 0        | Швеція             |        |
| 16 грудня 1939    | Glitrefjell                         | Торговий пароплав     | 1,568  | Баласт                                                                          | 18     | 5        | Норвегія           |        |
| 17 грудня 1939    | Bogø                                | Торговий пароплав     | 1,214  | Баласт                                                                          | 20     | 17       | Данія              |        |
| 17 грудня 1939    | Jaegersborg                         | Торговий пароплав     | 1,245  | Сільськогосподарські продукти                                                   | 18     | 18       | Данія              |        |
| 19 січня 1940     | Quiberon                            | Торговий пароплав     | 1,296  |                                                                                 | ?      | Всі      | Франція            |        |
| 1 лютого 1940     | Ellen M.                            | Торговий теплохід     | 498    | Вугілля                                                                         | 9      | 9        | Британська імперія |        |
| 2 лютого 1940     | Creofield                           | Паровий танкер        | 838    | Креозот                                                                         | 17     | 17       | Британська імперія |        |
| 2 лютого 1940     | Portelet                            | Торговий пароплав     | 1,064  | Баласт                                                                          | 11     | 2        | Британська імперія |        |
| 6 квітня 1940     | Navarra                             | Торговий пароплав     | 2,118  | 3000 тонн вугілля                                                               | 26     | 12       | Норвегія           |        |
| 27 листопада 1940 | Charles F. Meyer (пошкоджений)      | Тепловий танкер       | 10,516 |                                                                                 | ?      | ?        | Британська імперія | HX-87  |
| 27 листопада 1940 | Diplomat                            | Торговий пароплав     | 8,240  | 4484 тонни бавовни, 2760 тонн чавуну і сталі та 1603 тонни генеральних вантажів | 53     | 14       | Британська імперія | HX-88  |

## Звання
- Кандидат в офіцери (1 квітня 1932)
- Морський кадет (4 листопада 1942)
- Фенріх-цур-зее (1 січня 1934)
- Оберфенріх-цур-зее (1 вересня 1935)
- Лейтенант-цур-зее (1 січня 1936)
- Оберлейтенант-цур-зее (1 жовтня 1937)
- Капітан-лейтенант (1 січня 1940)

## Нагороди
- Медаль «За вислугу років у Вермахті» 4-го класу (4 роки)
- Іспанський хрест в бронзі (6 червня 1939)
- Залізний хрест
  - 2-го класу (9 грудня 1939)
  - 1-го класу (8 травня 1940)
- Нагрудний знак підводника (24 січня 1940)